# Championnat de Pologne féminin de football 2021-2022
Navigation
Édition précédente Édition suivante
Le championnat de Pologne féminin de football 2021-2022 est la 43e édition de la première division de football féminin en Pologne. 
Le championnat commence le 13 août 2021 et se termine en mai 2022, les équipes s'affrontent deux fois (2 fois 11 matchs).
Le Czarni Sosnowiec est le champion en titre.

## Compétition
| Rang | Équipe                 | Pts | J  | G  | N | P  | Bp | Bc | Diff |
| ---- | ---------------------- | --- | -- | -- | - | -- | -- | -- | ---- |
| 1    | UKS SMS Łódź           | 55  | 22 | 18 | 1 | 3  | 67 | 17 | +50  |
| 2    | Górnik Łęczna          | 52  | 22 | 17 | 1 | 4  | 65 | 29 | +36  |
| 3    | Czarni SosnowiecT C    | 47  | 22 | 14 | 5 | 3  | 61 | 15 | +46  |
| 4    | GKS Katowice           | 38  | 22 | 11 | 5 | 6  | 41 | 28 | +13  |
| 5    | AZS UJ Cracovie        | 33  | 22 | 10 | 3 | 9  | 34 | 31 | +3   |
| 6    | Medyk Konin            | 30  | 22 | 9  | 3 | 10 | 32 | 31 | +1   |
| 7    | Śląsk Wrocław          | 30  | 22 | 9  | 3 | 10 | 33 | 36 | -3   |
| 8    | APLG Gdańsk            | 27  | 22 | 9  | 0 | 13 | 27 | 45 | -18  |
| 9    | KKP Bydgoszcz          | 24  | 22 | 7  | 3 | 12 | 29 | 36 | -7   |
| 10   | Olimpia Szczecin       | 17  | 22 | 4  | 5 | 13 | 25 | 48 | -23  |
| 11   | Tarnovia Tarnów P      | 14  | 22 | 4  | 2 | 16 | 27 | 78 | -51  |
| 12   | Rekord Bielsko-Biała P | 12  | 22 | 3  | 3 | 16 | 19 | 66 | -47  |

| Légende : Qualifications et relégations | Légende : Qualifications et relégations                                  |
| --------------------------------------- | ------------------------------------------------------------------------ |
|                                         | Ligue des champions féminine de l'UEFA 2022-2023 (tour de qualification) |
|                                         | Relégation en 2e division                                                |
|                                         | (T) : Tenant du titre 2020-2021 (P) : Promu                              |

## Statistiques individuelles
| Rg | Joueuse                 | Club             | Buts |
| -- | ----------------------- | ---------------- | ---- |
| 1. | Macleans Chinonyerem    | Górnik Łęczna    | 19   |
| 2. | Martyna Wiankowska (en) | Czarni Sosnowiec | 14   |
| 3. | Dominika Kopińska       | UKS SMS Łódź     | 13   |
| 4. | Klaudia Jedlińska       | UKS SMS Łódź     | 9    |
| 4. | Karolina Majda          | KKP Bydgoszcz    | 9    |